# Неред који остављаш за собом
Неред који остављаш за собом (шп. El desorden que dejas) је оригинална шпанска Нетфликсова серија објављена 11. децембра 2020. Реч је о адаптацији истоименог романа Карлоса Монтера објављеног 2016. године, у којој главне улоге играју Инма Куеста и Барбара Лени, поред њих играју и Тамар Новас, Арон Пипер и Роберто Енрикес.
Почетком 2019 године, стриминг платформа најавила је да ће прилагодити роман и да ће серија бити објављена током 2020. године. Снимање је почело 21. октобра исте године у Галицији. Серија се састоји од 8 епизода у трајању од 40 минута, а сценарио је написао и режирао Карлос Монтеро заједно са Силвијом Кер и Рогером Гуалом.

## Радња
Ракел, наставница књижевности, прихвата замену у институту Новариз, у селу свог супруга. Првог дана проналази поруку између испита која каже: "Колико ће вам требати да умрете?" Илузија почетка наставе судара се са добродошлицом ученика и она ће ускоро открити ко је била професорка коју замењује и како је обележила све животе.

## Снимање
Серија је снимана у Челанови, граду који се налази 24 километра од Оренсеа, са нешто више од 5.500 становника. Ty ce oдиграва главни део серије Неред који остављаш за собом и ту се налази Новариз, фиктивни град у којем се одвија серија. ту је главни део Тхе Дисордер Иоу Леаве и онај који се претвара да је Новариз, измишљени град у одвија се прича о серији. А ако се питате да ли институт постоји, одговор је да.
ИЕС де Целанова, где су у серији снимане кључне сцене, део је манастира Сан Росендо. Још једна кључна локација је Баика Лимиа, тачније римске купке у Бандеу. Поред своје лепоте, врући извори стварају идилично окружење, у којем природа и мистерија подједнако доминирају атмосфером овог трилера. Још један од пејзажа који се не може пропустити је Рибеира Сакра, једна од најлепших тачака у Галицији.

## Улоге

### Главне улоге
- Инма Куеста - Ракел Валеро
- Барбара Лени - Елвира Фереиро Мартинез "Вирука"
- Тамар Новаз - Херман Араухо
- Арон Пипер - Јаго Ногеира
- Роберт Енрикес - Мауро Муњез
- Роке Руис - Рои Фернандес
- Изабел Гаридо - Нереа Касадо Макиас
- Феде Перес - Деметрио Араухо
- Алфонсо Агра - Томас Ногеира
- Сузана Данс - Марго

### Споредне улоге
- Хавиер Естевез - Рамон
- Хозе Торињан - Габриел Асеведо
- Мариа Тасенде - Ириа
- Камила Боса - Иса
- Мариа Костас - Клаудија, Херманова мајка
- Абрил Замора - Тере
- Кело Фалкон - Кармен, Ракелина мајка
- Ана Сантос - Конча

## Епизоде
| Бр. | Назив                               | Режисер        | Сценарио                      | Оригинални датум изласка |
| --- | ----------------------------------- | -------------- | ----------------------------- | ------------------------ |
| 1   | "У устима вука"                     | Карлос Монтеро | Карлос Монтеро                | 11. децембар 2020.       |
| 2   | "Они знају"                         | Карлос Монтеро | Карлос Монтеро                | 11. децембар 2020.       |
| 3   | „Броји до три“                      | Силвија Кер    | Силвија Кер                   | 11. децембар 2020.       |
| 4   | "Стрмоглаво"                        | Силвија Кер    | Силвија Кер                   | 11. децембар 2020.       |
| 5   | "Тајно место"                       | Силвја Кер     | Силвија Кер                   | 11. децемабр 2020        |
| 6   | "Оно што није желео да види у теби" | Роџер Гуал     | Андрес Сеара и Карлос Монтеро | 11. децембар 2020        |
| 7   | "Трећа жртва"                       | Роџер Гуал     | Јавиер Холгадо Вицент         | 11. децембар 2020        |
| 8   | "Неред који остављаш за собом"      | Роџер Гуал     | Карлос Монтеро                | 11- децембар 2020.       |